# Johnny Aubert (Motorsportler)

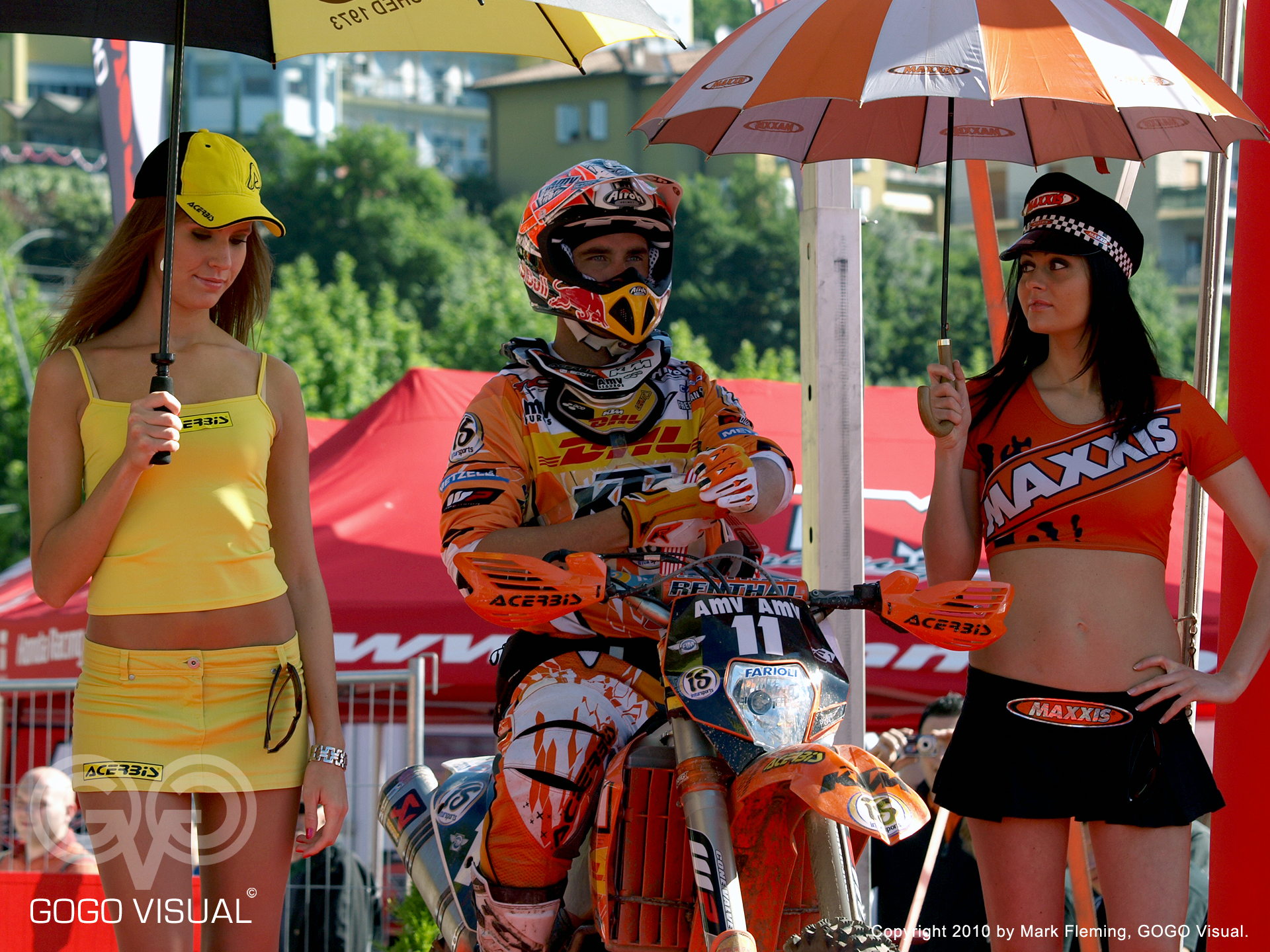
Johnny Aubert beim Italien-GP zur Enduro-Weltmeisterschaft 2010

Johnny Aubert (* 31. Mai 1980 in Maubeuge) ist ein französischer Motocross- und Endurosportler. 2008 und 2009 gewann er die Enduro-Weltmeisterschaft in der Klasse E2.

## Sportlicher Werdegang
1983 erhielt Johnny Aubert, der aus einer motorsportbegeisterten Familie stammt, sein erstes Motorrad, eine Italjet 50, von seinem Vater geschenkt. Sein Onkel Jean-Jacques Bruno war ein bekannter französischer Motocrossfahrer. Zur Familie gehören auch Christian Limbourg und Arnaud Demeester.
Im folgenden Jahr fuhr er sein erstes Motocrossrennen. Da er in Nordfrankreich an der Grenze zu Belgien aufwuchs, bestritt er anfänglich seine Rennen in Belgien. 1992 startete er zum ersten Mal in Frankreich. Beim „Minivert“ in Saint Die besiegte er im ersten Lauf Sebastien Tortelli und wurde im zweiten Lauf Zweiter.
1993 wurde er ins Hope French Team aufgenommen und wurde Werksfahrer von Yamaha Motor France. In diesem Jahr wurde er in den Klassen „Minivert“ und „Cadet“ französischer Meister. Außerdem wurde er Weltmeister in der Klasse bis 80 cm³.
1994 wechselte er in die Klasse bis 125 cm³. Bis zu seinem 14. Geburtstag konnte er nur in Belgien trainieren, da ihm dies aufgrund seines Alters in Frankreich verboten war. Sportlich verlief das Jahr wenig erfolgreich und Aubert war mehrfach verletzt. 1995 wechselte Johnny Aubert zu KTM France und wurde Dritter in der französischen Juniorenmeisterschaft. Außerdem fuhr er erste Rennen in der Elitemeisterschaft. 1996 gewann er die französische Juniorenmeisterschaft im Motocross.
Im folgenden Jahr wechselte er ins Kawasaki-Team seines Onkels Jean-Jaques Bruno. Da er öfter verletzt war, konnte er an die Ergebnisse der Vorjahre nicht anknüpfen. Erst im folgenden Jahr 1998 gelang es ihm mit Unterstützung von Christian Lapraille wieder Siege einzufahren. So wurde er französischer Meister im Supercross und gewann drei Finalläufe beim Indoor-Motocross in Paris-Bercy. In der Weltmeisterschaft wurde er 22.
Durch die Unterstützung von Lapraille und Marc Casola erhielt er für das Jahr 1999 einen Werksvertrag von Husqvarna. Er wurde in diesem Jahr französischer Meister in der Elite-Klasse bis 125 cm³. Nach einer Kniefraktur musste er seine Hoffnungen in der Weltmeisterschaft aufgeben. Das Jahr 2000 verlief mangels Werksunterstützung und infolge fehlender Motivation Auberts wenig erfolgreich.
2001 wechselte Johnny Aubert zum Yamaha-Kurz-Team. In der Motocrossweltmeisterschaft wurde er in der Klasse bis 250 cm³ Elfter. In der deutschen Motocrossmeisterschaft erkämpfte er sich den Vizetitel und wurde in der deutschen Supercrossmeisterschaft Fünfter. Das Jahr 2002 und auch das Jahr 2003, das er mit einer 450-cm³-Viertaktmaschine in der Weltmeisterschaft bestritt, waren wenig erfolgreich. Er erreichte nur den zweiten Platz in der deutschen Meisterschaft.
2004 wechselte Aubert in die Vereinigten Staaten und bestritt mit Suzuki mehrere Rennen in den nationalen Meisterschaften „125 AMA Supercross“ und „250 AMA Motocross“. Wegen Visumproblemen musste er jedoch am Jahresende nach Europa zurückkehren. So fuhr er ab 2005 wieder im Team von Christian Lapraille und Marc Casola. Im Winter wurde er Vierter beim Enduro du Touquet. Da frühere Verletzungen nicht so abheilten wie erwartet, konnte er erst später in die Saison starten. Misserfolge der letzten Jahre hatten seine Motivation für weitere Motocrosswettkämpfe sinken lassen. Er gab deshalb im Juli das Ende seiner Karriere bekannt.
Im September des Jahres sprach ihn das Enduro-Team „Yamaha Ufo Corse“ an. Nach einem ersten Einsatz bei einem Lauf in Italien verletzte er sich den Knöchel, bekam aber vom Teamchef Filippo Lamotte ein Vertragsangebot für zwei Jahre.
Bei der Indoor-Enduro-Meisterschaft 2006 in Genua gab er sein Debüt und wurde Zweiter hinter dem David Knight. Gleich beim ersten Weltmeisterschaftslauf in Schweden erreichte er Platz drei. In der Mitte der Saison führte er die Gesamtwertung an. Nach einem Sturz beim italienischen Lauf und einer folgenden Verletzungspause wurde er am Jahresende mit drei Tageserfolgen Vierter der Gesamtwertung.
2007 konnte Johnny Aubert an die Erfolge des Vorjahres anknüpfen. Er gewann sieben Läufe und erreichte am Jahresende Platz drei in der Gesamtwertung. Bei der Internationalen Sechstagefahrt gewann er die Gesamtwertung. Auch 2008 fuhr er mit dem Yamaha Ufo Corse Team in der Klasse E2. Neben fünf Tagessiegen in der Weltmeisterschaft gewann er auch die Gesamtwertung.
2009 startete Aubert in der Weltmeisterschaft in der Klasse E2 für das Team KTM Fabio Farioli und verteidigte den Weltmeistertitel.

## Privatleben
Johnny Aubert ist verheiratet und hat einen Sohn.